# Dátil Deglet Nur

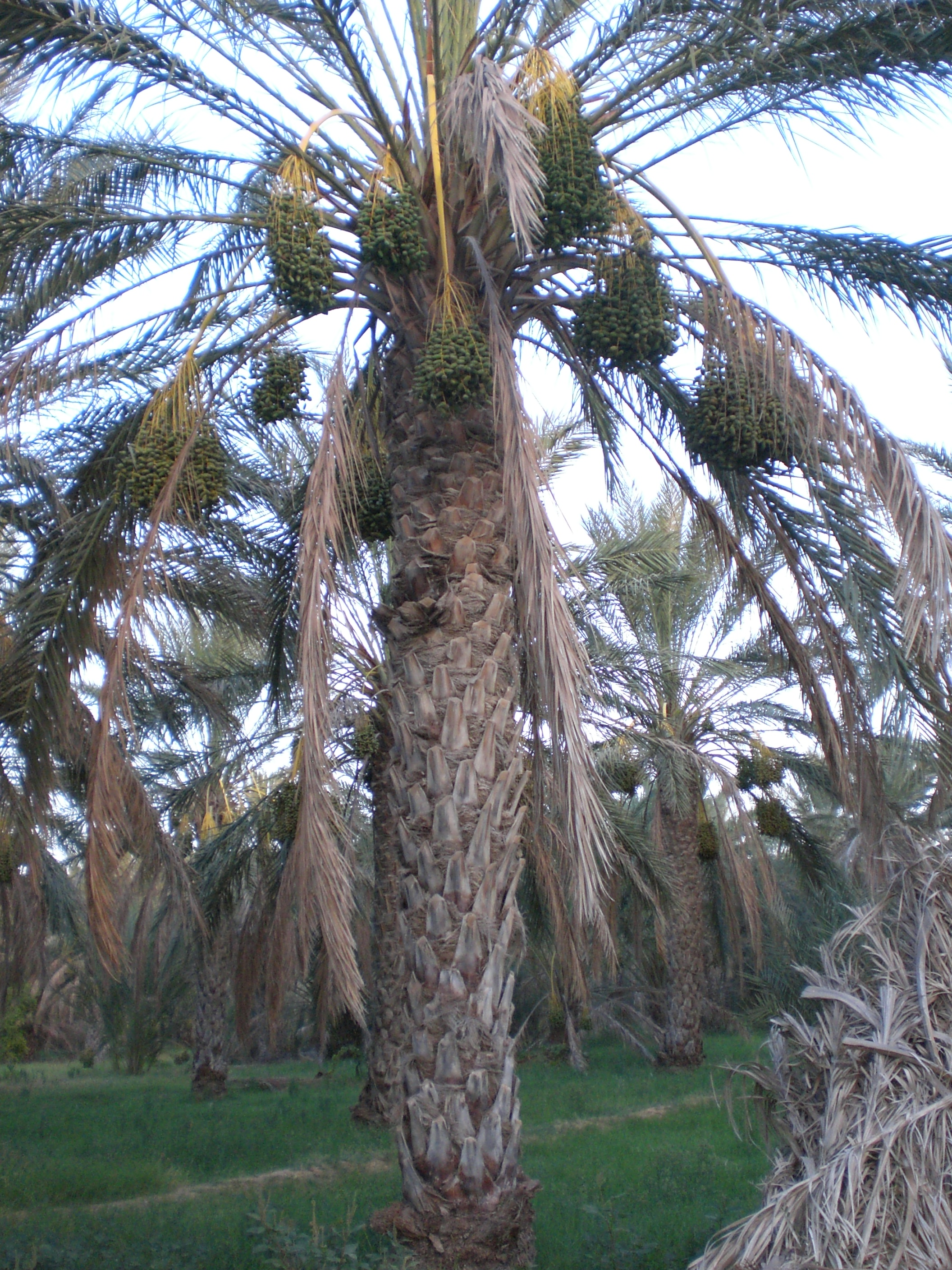
Palmera en el Oasis de Tolga.

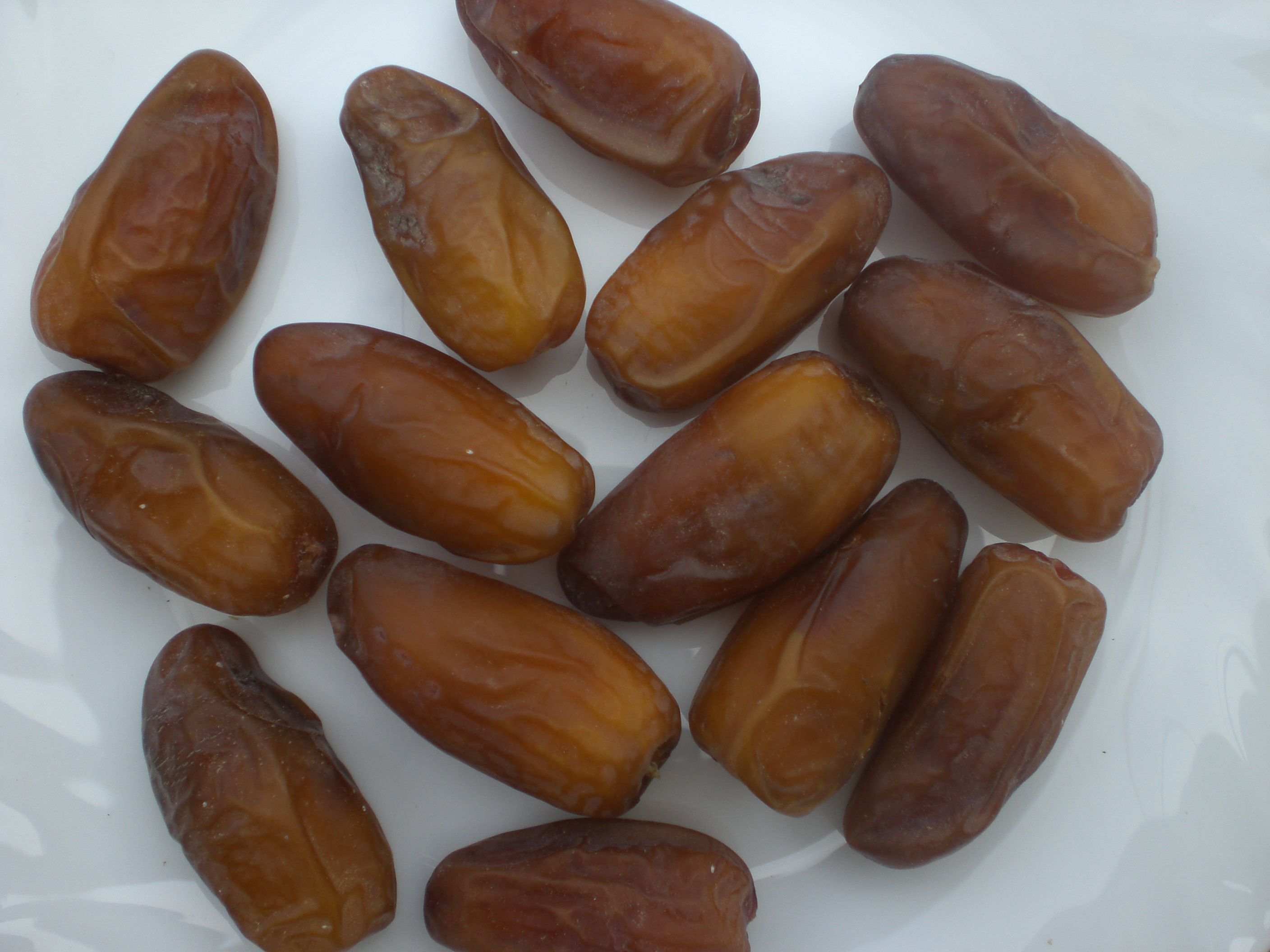
Dátiles Neglet Nour.

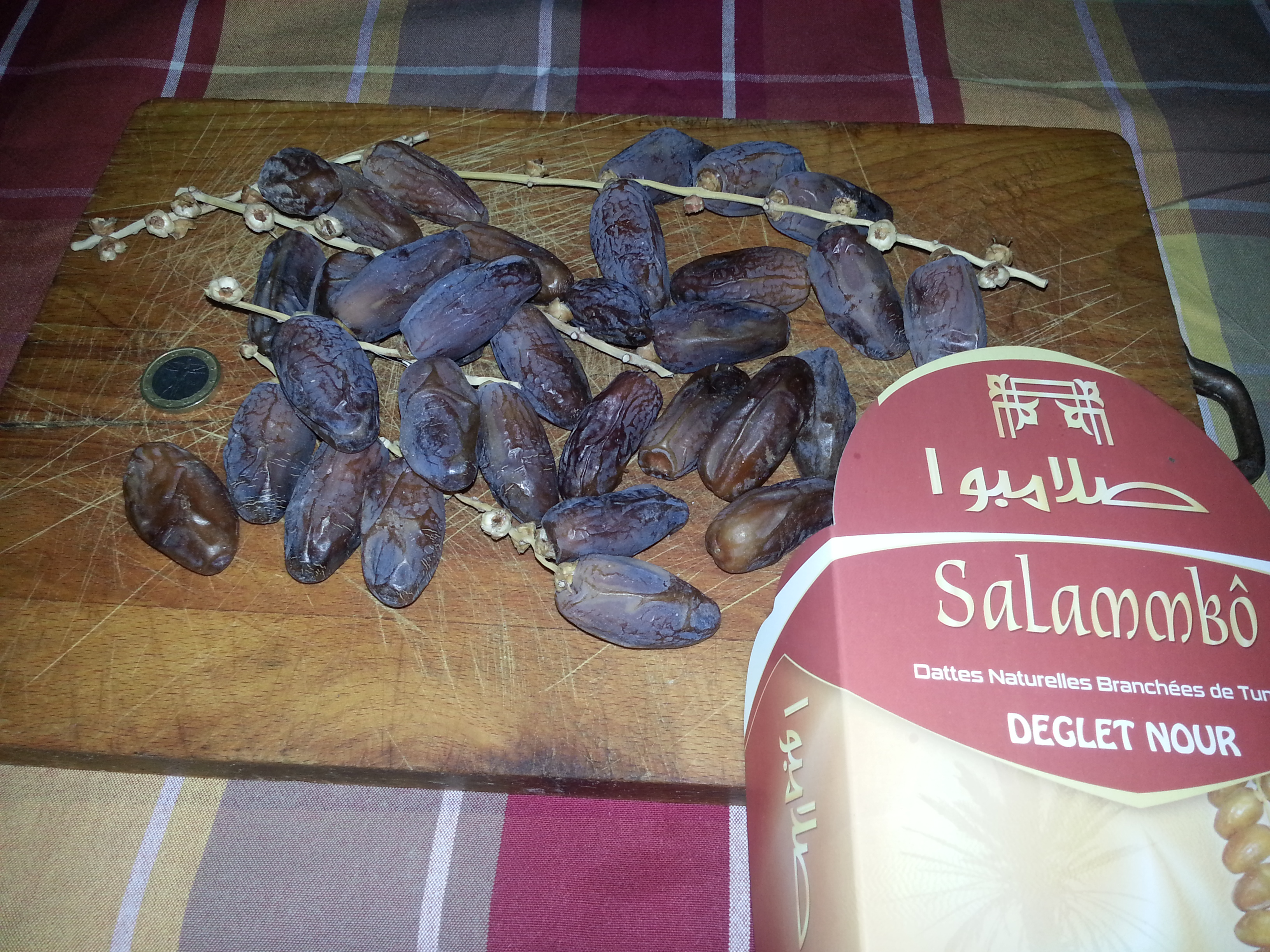
Dátiles Neglet Nour.

El Deglet Nur (árabe: دقلة نور Daqalat Nūr «translúcido» o «dátil de luz»), también llamado Royal Date o Deglet Nour, es una variedad del dátil. Se le conoce comúnmente como el «rey de todos los dátiles». El Deglet Nour tiene una textura suave, un color translúcido y un sabor meloso, características que le diferencian del resto de dátiles.
Los Deglet Nours son populares en Argelia, Libia, Túnez y en los Estados Unidos. A pesar de cultivarse en varios países mediterráneos, el origen del Deglet Nour está disputado entre Túnez y Argelia, con ambos países reclamando los derechos de la denominación «Deglet Nour». Túnez –con una cuota de mercado del 48 %– y Argelia –con un 20 %– son los principales abastecedores de Deglet Nour de la Unión Europea.
El Deglet Nour es uno de los cientos de cultivos de la palma, pero es, de acuerdo con la Organización de las Naciones Unidas para la Alimentación y la Agricultura (FAO), el dátil con mayor volumen de exportación.

## Origen
Varios libros antiguos parecen confirmar que el Deglet Nur se cultivó por primera vez en Argelia. Entre ellos están Le palmier-dattier de Pierre Munier, L'Algérie: un siècle de colonisation française de Félix Falck, Un voyage au pays des dattes de Jean-Henri Fabre y le Bulletin de la Société botanique de France. Munier afirma que el fruto se introdujo a finales del siglo XIII y principios del XIV en las áreas de Biskra y Oued Righ en Argelia antes de llevarse a Túnez a finales del siglo XVII de la mano de un agricultor de Tozeur llamado Sidi Touati.
El Ministro de Agricultura de Argelia ha decidido tomar medidas para que la denominación «Deglet Nour» solo se pueda aplicar a dátiles de Argelia.

## Producción
Este cultivo de dátil se produce principalmente en Argelia (Tolga, Ued Righ), en Túnez (en las áreas de Djerid y Nefzaua) y en Estados Unidos (California, Arizona y Texas), país en que se introdujo a principios del siglo XX.